# Toffeldjur
Toffeldjur (Paramecium) är ett släkte av encelliga organismer som ingår i stammen ciliater. De är, trots namnet, inte djur utan tillhör riket protister. Toffeldjuren är cirka 50 mikrometer breda och 150 mikrometer långa och klädda med flimmerhår (cilier). De rör sig genom böljande rörelser från flimmerhåren och simmar på det viset. Toffeldjur lever främst i sötvatten och är mycket vanliga i stillastående vatten. De flesta är heterotrofer och lever på bakterier och andra mikroorganismer men en del är mixotrofer och får en del av sin näring från symbios med encelliga alger vilket gör dess förmåga att anpassa sig bättre. Ett toffeldjur förökar sig genom celldelning.Toffeldjur är lätta att föröka i laboratorium och används därför ofta som modellorganismer inom genetik och cellbiologi.